# 耿湋
耿 湋（こう い、736年 - 787年）は、唐代の官僚・詩人。字は洪源。本貫は蒲州河東県。大暦十才子の一人。

## 経歴
宝応2年（763年）、進士に及第した。京兆尹の第五琦の推薦により、盩厔県尉となった。大暦11年（776年）、門下侍郎の王縉の推薦により、左拾遺に転じた。
大暦12年（777年）、元載が失脚し誅殺されると、耿湋は連座して鄭州司倉参軍に左遷された。建中3年（782年）、京兆府功曹参軍に転じた。入朝して大理寺司直となった。貞元3年（787年）11月、死去した。『耿拾遺詩集』一巻が現在に伝わっている。

## 詩人としての彼
代表的作品に、『秋日』（五言絶句）がある。
| 秋日       |                                                 |
| 返照入閭巷 | 返照（はんしょう） 閭巷（りょこう）に入（い）る |
| 憂来誰共語 | 憂え来（きた）るも誰と共にか語らん              |
| 古道少人行 | 古道 人の行くこと少（まれ）に                   |
| 秋風動禾黍 | 秋風 禾黍（かしょ）を動かす                     |